# St-Seurin (Artigues-près-Bordeaux)

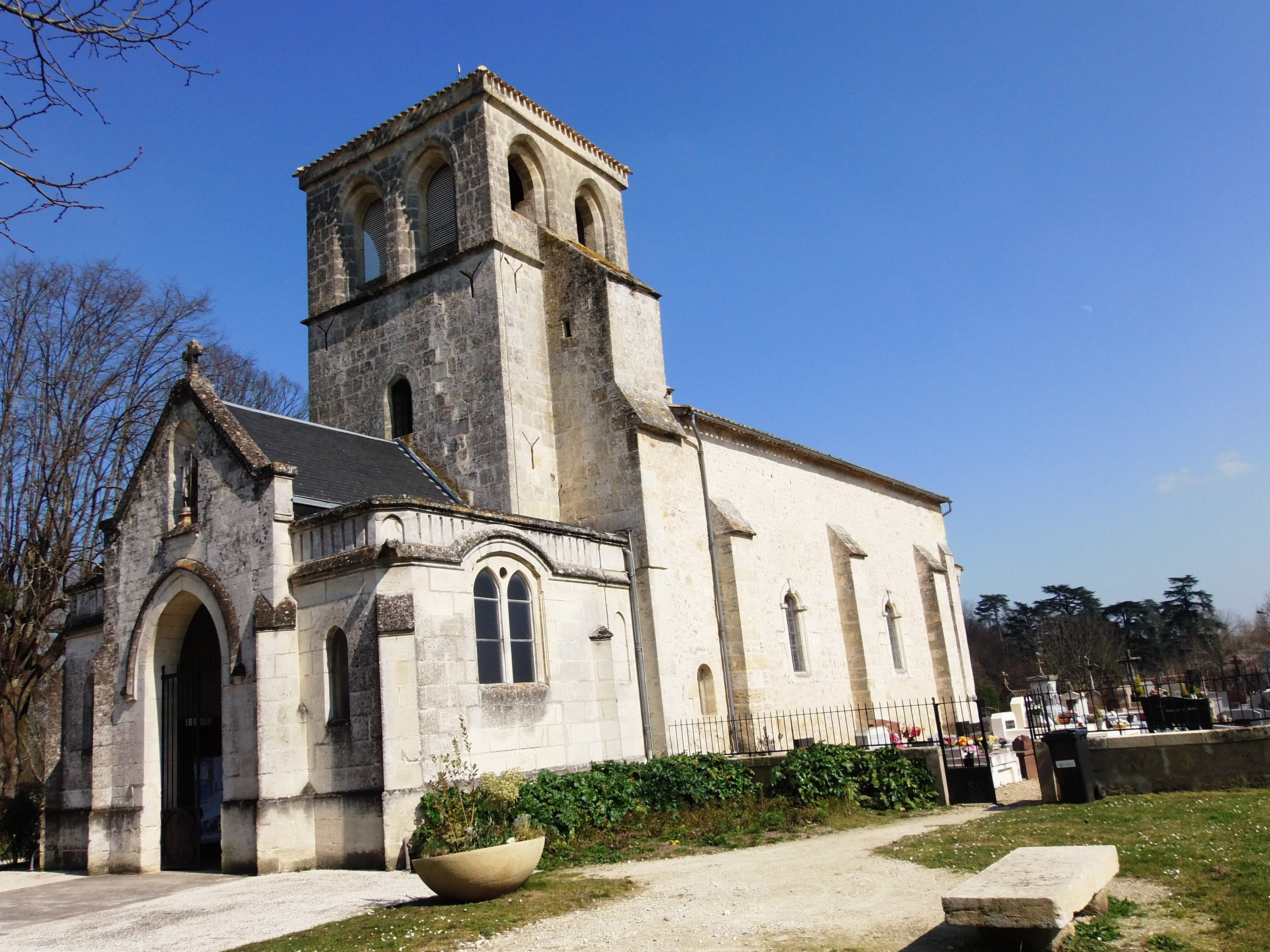
Kirche St-Seurin in Artigues-près-Bordeaux

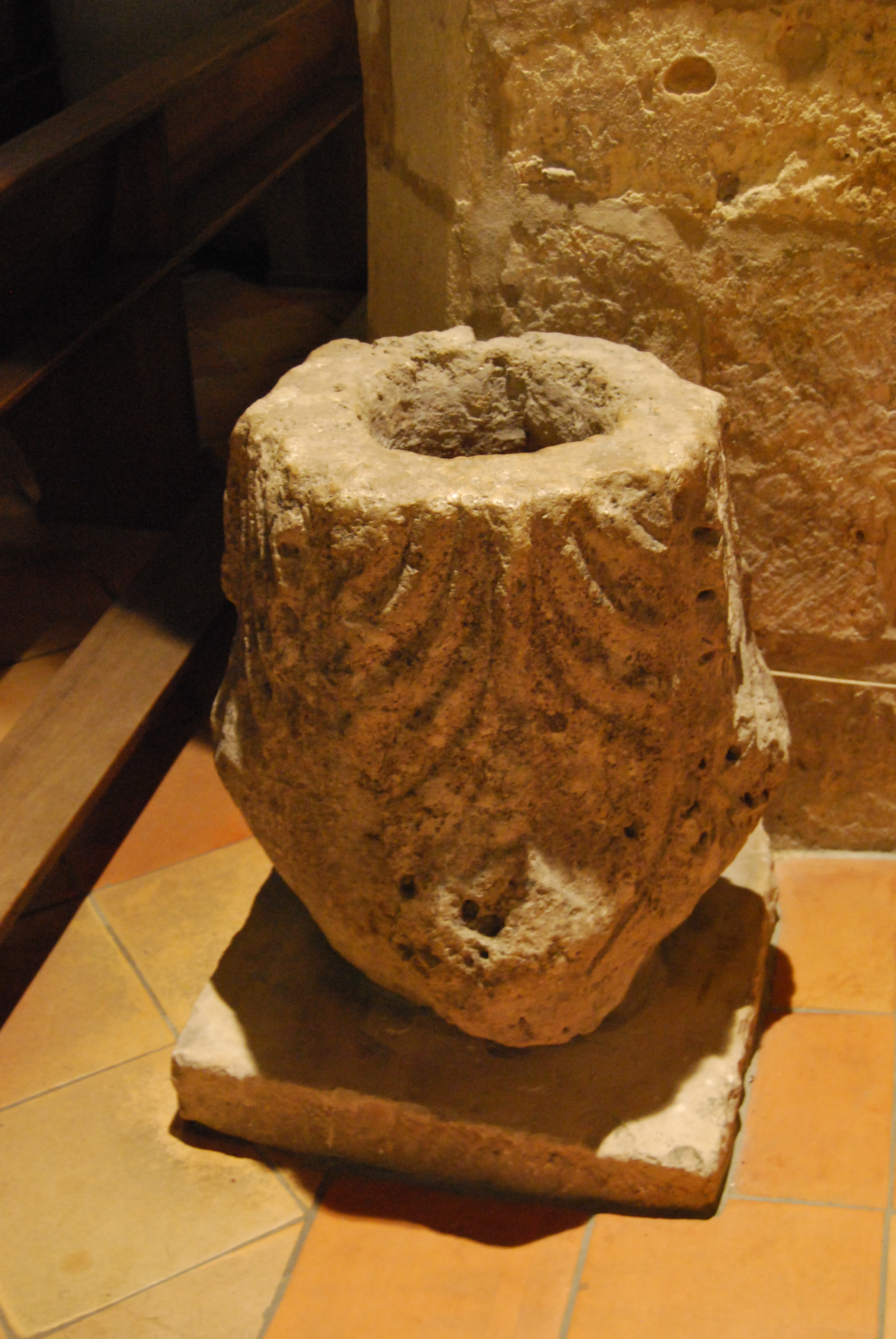
Ehemaliges Kapitell, heute als Weihwasserbecken genutzt

Die katholische Kirche St-Seurin in Artigues-près-Bordeaux, einer französischen Stadt im Département Gironde in der Region Nouvelle-Aquitaine, wurde im 12. Jahrhundert errichtet. Im 17. Jahrhundert wurde das Kirchenschiff verändert. Der gotische Glockenturm stammt aus dem 14. Jahrhundert.
Die dem heiligen Severin geweihte Kirche ist seit 1925 als Monument historique geschützt.
Von der Kirchenausstattung ist ein ehemaliges Kapitell, das heute als Weihwasserbecken genutzt wird, aus merowingischer Zeit erwähnenswert.